# Bio-opady atmosferyczne
Bio-opady atmosferyczne (ang. bioprecipitation) – koncepcja powodowania deszczu przez bakterie zaproponowana przez Davida Sandsa z Montana State University w 1982 roku. Tworzenie się lodu w chmurach jest wymagane w przypadku śniegu i większości opadów. Cząsteczki kurzu i sadzy mogą służyć jako jądra zarodkowania lodu, ale biologiczne jądra zarodkowania lodu są w stanie katalizować zamarzanie w znacznie wyższych temperaturach. Znane obecnie bakterie zarodkujące lód to głównie patogeny roślinne. Ostatnie badania sugerują, że bakterie mogą być obecne w chmurach w ramach wyewoluowanego procesu rozprzestrzeniania się.
Białka zarodkujące lód pochodzące z bakterii zarodkujących lód są wykorzystywane do naśnieżania.

## Patogeny roślin
Większość znanych bakterii zarodkujących lód to patogeny roślinne. Te patogeny mogą powodować obrażenia od mrozu u roślin. Szacuje się, że w samych Stanach Zjednoczonych szron powoduje szkody w uprawach w wysokości około 1 miliarda dolarów rocznie. Wariant lodo-ujemny (ang. ice-minus) Pseudomonas syringae jest mutantem pozbawionym genu odpowiedzialnego za produkcję białka powierzchniowego tworzącego lód. Ten brak białka powierzchniowego zapewnia mniej sprzyjające środowisko do tworzenia lodu. Oba szczepy Pseudomonas syringae występują naturalnie, ale technologia rekombinacji DNA umożliwiła syntetyczne usunięcie lub zmianę określonych genów, umożliwiając stworzenie szczepu lodoujemnego (ang. ice-minus). Wprowadzenie szczepu lodo-ujemnego (ang. ice-minus) Pseudomonas syringae na powierzchnię roślin spowodowałoby konkurencję między szczepami. W przypadku zwycięstwa szczepu lodo-ujemnego (ang. ice-minus), zarodkowanie kryształków lodu powodowane przez Pseudomonas syringae nie byłoby już obecne, co obniżyłoby poziom rozwoju szronu na powierzchni roślin przy normalnej temperaturze zamarzania wody (0 °C). Modyfikowana genetycznie lodo-ujemna forma Pseudomonas syringae została opracowana jako produkt handlowy znany jako Frostban, który jednak nie został nigdy wprowadzony na rynek. Testy terenowe Frostban w 1987 roku były pierwszymi uwolnieniami genetycznie zmodyfikowanego organizmu do środowiska.

## Rozprzestrzenianie się bakterii przez opady deszczu
Bakterie obecne w chmurach mogły wyewoluować, aby wykorzystać deszcz jako środek do rozprzestrzeniania się. Według Brenta Christnera, mikrobiologa z Louisiana State University, bakterie znajdują się w śniegu, glebie i siewkach w miejscach takich jak Antarktyda, Terytorium Jukonu w Kanadzie i Alpy Francuskie. Sugerowano, że bakterie są częścią stałego sprzężenia zwrotnego między ekosystemami lądowymi a chmurami. Christner stwierdził, że bakterie obecne w chmurach mogą polegać na opadach deszczu, aby rozprzestrzenić się na nowe siedliska, w podobny sposób, w jaki rośliny opierają się na pyleniu – ziarnach pyłku, które są przenoszone przez wiatr, i prawdopodobnie jest to kluczowy element cyklu życia tych bakterii.

## Naśnieżanie
Wiele ośrodków narciarskich używa dostępnego na rynku liofilizowanego preparatu białek tworzących zarodki lodu pochodzących z gatunku bakterii Pseudomonas syringae do wytwarzania śniegu w armacie śnieżnej. Jednym z producentów jest Snomax, wytwarzający preparat o tej samej nazwie.